# Czarny Staw pod Rysami
Czarny Staw pod Rysami nebo také Czarny Staw nad Morskim Okiem je pleso v polské části Vysokých Tater. Leží v ledovcovém kotli v Dolině Rybiego Potoku. Má rozlohu 20,6360 ha. Je 578 m dlouhé a 444 m široké. Dosahuje maximální hloubky 76,4 m, což je řadí na druhé místo v Tatrách. Má objem 7 761 700 m³. Leží v nadmořské výšce 1579 m (tj. 184 m nad Morskim okem).

## Okolí
Jezero má kulatý tvar a je uzavřené výraznou skalní hradbou, která je důsledkem působení ledovce. Přímo nad jezerem se tyčí vrchol Mengusovské Kazalnice. Kotel jezera je dále ohraničen hřebenem Černého mengusovského štítu, Wolovým hřbetem, Rysy, Malými Rysy a Žabím hřebenem s Horním Žabím štítem a Žabím mnichem až po Owcze Turniczki. Na severozápadním břehu byl postaven v roce 1836 proboštem z Poroninu kříž odlitý z tatranského železa.

## Vodní režim
Mezi skalní hradbou odtéká voda z jezera a vytváří zde peřeje Czarnostawiańska Siklawa. Hloubka jezera byla měřena již v roce 1804 Stanislavem Staszicou. Rozměry jezera v průběhu času zachycuje tabulka:
| Rok  | Měření prováděl | Rozloha ha | Délka m | Šířka m | Hloubka max.m | Objem m³  |
| ---- | --------------- | ---------- | ------- | ------- | ------------- | --------- |
| —    | podle WET       | 20,54      | 578     | 444     | 76,4          | —         |
| 2005 | Gregor, Pacl    | 20,6360    | —       | —       | 76,4          | 7 761 700 |

## Vlastnosti vody
Černou barvu vody, která dala jezeru i název, způsobují sinice pleurocapsa polonica a pleurocapsa minor.

## Přístup
Nad jezero vede po jeho severním a východním břehu červená turistická značka od Morského Oka, která dále pokračuje na Rysy. K jezeru se lze dostat:
- po červené turistické značce od Morského Oka (40 minut).
- po červené turistické značce z Rysů (3 hodiny).
- po zelené turistické značce z Mengusovského sedla (2:30 hodin).